# آن‌ان‌اف له مورو ۱۱۳
لِمورو ۱۱۳ (به انگلیسی: ANF_Les_Mureaux_113) یک هواگرد ملخ‌پیشین تک‌موتوره از نوع شناسایی نظامی ساخت شرکت ANF Les Mureaux است. هواگرد لس مورو ۱۱۳ نخستین پروازش را در ۱۹۳۱ میلادی انجام داد. در مجموع، تعداد ~۲۸۵ فروند از این هواگرد ساخته شده‌است.
طراح این هواگرد، André Brunet بود.